# Dőlési utóhatás
A dőlési utóhatás (tilt aftereffect – TAE) a vonalak orientációjában érzékelt időleges változás hasonló, de nem azonos irányú vonalakra történt adaptáció után. Ezt a vizuális illúziót, utóhatást akkor tapasztaljuk, ha rövid ideig (kb. egy percig) koncentrálunk egy vonalas ábrára, aztán nagyon gyorsan ránézünk egy olyan képre, ahol az egyenesek majdnem ugyanolyan irányban állnak. Ekkor pár pillanatig úgy fogjuk látni, mintha a második képen a vonalak ellentétes irányba dőlnének.

## A jelenség leírása
A következő képen egy csíkmintázat-sorozatot látunk.
Először kb. egy percig koncentráljunk a bal oldali mintázatra, vagyis arra, amelyiken a csíkok az óramutató járásával ellentétes irányba dőlnek. (Úgy a legcélszerűbb, ha szemeinket a belső kör mentén mozgatjuk.) Így adaptálódunk az ábrához. Ezt követően nagyon gyorsan nézzünk rá a középső, függőleges csíkokat mutató ábrára. Ha az adaptáció sikeres volt, azt tapasztaljuk, hogy a második mintázat függőleges csíkjai az óramutató járásával megegyező irányba dőlnek.
Mivel a jelenséget csak nagyon rövid ideig észleljük, ezt a folyamatot rögtön elvégezhetjük a jobb oldali ábrára vonatkozóan is. Ekkor szintén hasonló dolgot tapasztalunk: a tesztábra csíkjainak iránya látszólag eltart az adaptáló csíkok irányától, vagyis a függőleges csíkok most az óramutató járásával ellentétes irányba „mutatnak”.

## A jelenség magyarázata
A TAE előidézéséhez elengedhetetlen, hogy az adaptor- és a tesztinger hasonló legyen, és így legalább részben átfedő neuronpopulációt aktiválhassanak.
A különböző irányú vonalakat azonos orientációpreferenciával rendelkező kérgi sejtek kódolják a primer látókéregben . Ez egy adott neuroncsoport esetén kiegyenlített választ eredményez. (Vagyis pl. a függőleges ingert függőlegesnek látjuk.)
Viszont egy bizonyos ingerhez (pl. az óramutató járásával ellentétes irányba dőlő vonalak) való alkalmazkodás esetén kifáradnak azok a sejtek, melyeket az adott inger aktivál és a legerősebb reakciót mutatják rá. Tehát az adaptor szelektíven és hosszabb időre lecsökkenti az érzékenységüket, így a válaszkészségük alacsonyabb lesz az adaptáció után: így kevésbé képesek válaszolni a függőleges tesztmintára. (A kifáradt sejtek között viszont vannak olyanok, amelyek a függőleges irányt részesítik előnyben.)
Az érzékenység csökkenése a neuroncsoport szintjén a válasz ellentétes irányba való eltolódását eredményezi, ha az adaptálódott sejtek megint a függőleges tesztmintázattal kerülnek szembe. Ezért tűnik úgy, hogy a fizikailag függőleges irányú vonalak az óramutató járásával megegyező irányba látszanak dőlni. Mivel azonban a kifáradt sejtek nagyon hamar kipihenik magukat, az utóhatás csak egészen rövid ideig észlelhető.
A dőlési utóhatásról úgy gondolják, hogy egyszerre több, hierarchikusan elhelyezkedő terület neuronjának adaptációja okozza. Erre bizonyítékként szolgál például az, hogy megfigyelések alapján a TAE specifikusnak mutatkozik az adaptoringer színére és térbeli frekvenciájára is, vagyis feltehetően a hatás létrejöttében szerepet játszanak olyan alacsonyabb szintű neuronok is, melyek orientáció-érzékenysége függ a színtől vagy a térbeli frekvenciától.